# Aszaló
Aszaló là một thị trấn thuộc hạt Borsod-Abaúj-Zemplén, Hungary. Thị trấn này có diện tích 25,4 km², dân số năm 2010 là 1958 người, mật độ 77 người/km².